# Hrádek, Ústí nad Orlicí
Hrádek là một làng thuộc huyện Ústí nad Orlicí, vùng Pardubický, Cộng hòa Séc.